# Auswechslung
In vielen Mannschaftssportarten ist die Auswechslung (oder Auswechselung) eines oder mehrerer aktiver Spieler mittels Einwechslung eines Ersatzspielers möglich. Die Auswechslung kann im Falle einer Verletzung oder aus taktischen Gründen vorgenommen werden. Die Entscheidung trifft der Trainer. Je nach Sportart gelten zur Anzahl und Durchführung von Wechseln unterschiedliche Regeln, von denen bei Freundschaftsspielen auf Absprache Ausnahmen gemacht werden.

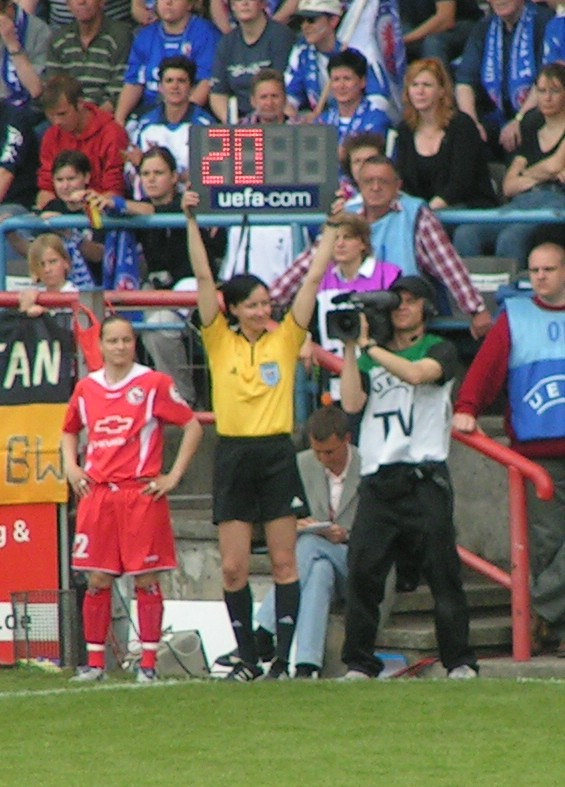
Eine Schiedsrichterin zeigt die Auswechslung der Spielerin mit der Rückennummer 20 an. Die Einwechselspielerin steht bereit.

## Sportarten

### Fußball
Im Fußball kann seit 1967 (nach Änderung der FIFA-Regel III) ein verletzter Spieler pro Mannschaft ersetzt werden. Allerdings gab es bereits 1953/54 eine solche Möglichkeit: Bei den Qualifikationsspielen zur WM 1954 durfte jedes Team einen verletzten Spieler ersetzen, jedoch nur in der ersten Halbzeit. Seit 1995 können drei Spieler – ohne Restriktionen wie Verletzungsbedingtheit – ausgewechselt werden, ausgewechselte Spieler dürfen nicht mehr eingewechselt werden. Sehr selten kommt es hierbei zu Wechselfehlern, indem ein vierter oder nicht spielberechtigter Spieler eingewechselt wird; in diesem Fall wird das Spiel in der Regel nachträglich per Sportgerichtsurteil als 0:3 verloren gewertet.
Vor 1967 waren Auswechslungen in Pflichtspielen nicht möglich. Verletzte Spieler, soweit sie noch gehfähig waren, wurden meist als Statisten wieder auf das Spielfeld geschickt, so am ersten Spieltag der Fußball-Bundesliga, am 26. August 1963, der für den 1. FC Kaiserslautern spielende Walter Gawletta, der im Spiel bei Eintracht Frankfurt nach der Pause als humpelnder Linksaußen weiterspielte.
Eine Ausnahme war England: Da wurde am 29. Mai 1965 durch die englische Fußball-Liga in ihrer jährlichen Hauptversammlung mit 39:10 Stimmen beschlossen, dass zukünftig in allen Punktspielen ein verletzter Spieler in jeder Mannschaft ausgetauscht werden darf. In Italien durften ab 1965/66 Torhüter jederzeit (auch wenn sie nicht verletzt waren) ausgetauscht werden.

Es wurde berichtet, dass in der 1. Runde 14 Spieler und am 28. August in 41 Ligapartien 22 Spieler gewechselt wurden.
In der Saison 1967/68 durfte laut den neu herausgekommenen FIFA-Bestimmungen ein Trainer einmal im Spiel auswechseln, vorausgesetzt der Spieler hatte sich verletzt, so dass er spielunfähig wurde. Dies musste durch einen Vereinsangehörigen offiziell festgestellt werden. Nöllenheidt berichtet, dass es vorkam, dass Verletzungen vorgetäuscht wurden, um eine Auswechslung herbeizuführen, was die Zuschauer erboste. „Protestgeschrei, wenn ‚erhebliche’ Verletzungen nicht deutlich sichtbar ist, hämisches Lachen, wenn ein offensichtlich unter Form spielender Akteur plötzlich zu hinken beginnt.“ Daher wurde bereits nach einem Jahr dieses Prinzip fallen gelassen. 1968 bis 1994 durfte zweimal gewechselt werden. In der Saison 1994/95 gab es eine Regelung, wie sie auch bei der Weltmeisterschaft 1994 in den USA angewendet wurde: Es durften zwei Feldspieler und zusätzlich der Torwart gewechselt werden. Seit der Spielzeit 1995/96 konnten grundsätzlich drei Spieler getauscht werden.
In nationalen Amateurklassen oder im Jugendbereich können auch mehr Auswechslungen und auch Rückwechselungen erlaubt sein.
Die COVID-19-Pandemie führte 2020 zu engeren Spielplänen und kürzeren Erholungszeiten für die Spieler. Um dem entgegenzuwirken, wurde das Wechselkontingent vom IFAB zeitlich begrenzt auf fünf Wechsel in drei Unterbrechungen des Spiels sowie der Halbzeitpause erhöht. In der 1. und 2. Bundesliga wurde diese Änderung am 16. Mai 2020 übernommen. Aufgrund der andauernden Einflüsse der Pandemie entschied der DFB, diese Regelung auch in der Saison 2020/21 weiterzuführen. Diese Regelung gilt auch für die überwiegende Mehrzahl anderer Wettbewerbe bis hin in den Amateurbereich. Ausgeschlossen war allerdings die Dritte Liga, die zu maximal drei Auswechslungen zurückkehrte. Unabhängig der Pandemie gab es vorher bereits Pilotprojekte, so war beispielsweise ab dem Achtelfinale des DFB-Pokals 2016/17 im Falle einer Verlängerung eine vierte Auswechslung gestattet.
Auf der 136. jährlichen Generalversammlung im Juni 2022 beschloss das IFAB die bislang zeitlich begrenzte Regelung von fünf Wechseln (bei drei Gelegenheiten plus der Halbzeitpause) für die nächste Saison als dauerhafte Regelung einzuführen.
Bei der Fußball-WM 2022 war testweise ein zusätzlicher Wechsel bei Verdacht auf eine Gehirnerschütterung zugelassen; so wurde bei England gegen Iran Alireza Beiranvand  oder im Finale Adrien Rabiot in diesem Sinne ausgewechselt.

### Baseball
Im Baseball hat jede Mannschaft neun Spieler, die aktiv am Spiel teilnehmen und sowohl defensive (Pitching, Catching, Fielding) als auch offensive Aufgaben (Batting, Running) wahrnehmen. Hier ist es wie beim Fußball in jeder Spielunterbrechung erlaubt, Spieler auszuwechseln. Ebenfalls wie beim Fußball dürfen ausgewechselte Spieler nicht wieder eingewechselt werden, allerdings darf jede Mannschaft eine unbegrenzte Anzahl Spieler im Laufe des Spiels einwechseln (es gibt also kein Limit wie drei Auswechslungen pro Spiel). Dies ermöglicht im Baseball Auswechslungen schon recht früh im Spiel, da die Mannschaften auf kein Limit achten müssen. Natürlich müssen nach jeder Auswechslung weiterhin neun Spieler am Spiel teilnehmen.
Besonders häufig kommen defensive Auswechslungen bei Pitchern vor. Aufgrund der körperlichen Anstrengung, die ein Pitcher zu erleiden hat, finden sich in den meisten Mannschaften mehr als zehn Pitcher im Kader, die sich gegenseitig ergänzen. Der Pitcher, der zu Beginn des Spiels auf dem Platz steht, wird als Starting Pitcher bezeichnet, während eingewechselte Pitcher als Relief Pitcher oder Closing Pitcher bekannt sind. Die meisten Pitcher sind auf eine dieser Rollen spezialisiert.
In der Offensive wechseln Mannschaften häufig aus, um Spieler mit einer höheren Batting Average (Trefferquote) ins Spiel zu bringen, der eingewechselte Spieler wird dann Pinch Hitter genannt. Spieler, die den Ball getroffen haben und eine Base erreicht haben, werden manchmal ausgewechselt, um durch einen schnelleren Spieler, dem sogenannten Pinch Runner, ersetzt zu werden.
Nach dem Ende eines Innings (wenn eine Mannschaft von der Offensive wieder in die Defensive gehen muss oder umgekehrt), werden häufig Spieler ausgewechselt, die nur für eine dieser Aufgaben ins Spiel gebracht wurden. So kann zum Beispiel ein rein defensiv agierender Pitcher extra für die Offensive durch einen Pinch Hitter ersetzt werden, der anschließend für einen anderen Relief Pitcher herausgenommen wird.

### Basketball
Im Basketball gibt es zusätzlich zur Startfünf bis zu sieben weitere Bankspieler, die beliebig ein- und wieder ausgewechselt werden, und zwar jederzeit, sofern das Spiel unterbrochen ist.

### Hockey
Im Hockey gilt das sogenannte Interchanging, d. h., es kann jederzeit ein- und wieder ausgewechselt werden. Im Feld dürfen insgesamt 16 Spieler eingesetzt werden, von denen jeweils 11 Spieler auf dem Feld sind. In der Halle sind sechs Spieler von insgesamt zwölf auf dem Spielfeld. Während einer Strafecke darf nicht ausgewechselt werden. Wechselfehler werden mit einer Zeitstrafe geahndet.

## Reservisten, Ersatzbank und „Zweiter Anzug“
Um erfolgreich an Meisterschaften und Turnieren teilnehmen zu können, brauchen Mannschaften einen Kader, der erheblich größer ist als die zu Spielbeginn antretende Anzahl von Spielern. Um Ersatzspielern, die nur selten eingesetzt werden, die nötige Fitness und Spielpraxis zu ermöglichen, werden Reservemannschaften aufgestellt, die untereinander Spiele austragen. Diese Mannschaften trugen früher auch den Namen ihres Vereins mit dem Zusatz Reserve; heute spricht man von „Zweiter Mannschaft“ oder bei Profivereinen teilweise von Amateuren, obwohl dies heute nicht mehr immer korrekt ist.
Bei zunehmender Leistungsdichte im modernen Mannschaftssport ist die Qualität der Ersatzspieler von großer Bedeutung. Da durch Verletzungen und Formschwankungen eine Mannschaft im Verlauf einer Saison beziehungsweise eines Turniers zwingend verändert werden muss, kann der sogenannte „Zweite Anzug“ für das Endergebnis entscheidend sein. Im Idealfall findet sich auf der Ersatzbank für jede Position auf dem Spielfeld ein gleichwertiger Ersatz. Bei Klubs im Profisport, die über die notwendigen finanziellen Mittel verfügen, sitzen oft Nationalspieler auf der Reservebank, die in schwächeren Mannschaften einen Stammplatz in der Startaufstellung sicher hätten. Solche Spieler werden deshalb auch „Edelreservisten“ genannt.

## Spezialisten
In Sportarten, die beliebig viele Auswechslungen erlauben, hat sich der Einsatz von spezialisierten Spielern und Mannschaftsteilen eingebürgert. So werden zum Beispiel im Eishockey drei oder vier Sturmreihen komplett gegeneinander ausgewechselt; im Handball kommen einzelne Spieler nur im Angriff oder nur in der Verteidigung zum Einsatz. Am weitesten fortgeschritten ist die Spezialisierung im American Football, wo je nach Ballbesitz fast die ganze Mannschaft ausgewechselt wird.

## Joker
Insbesondere Offensivspieler können darauf spezialisiert beziehungsweise vom Trainer dazu ausersehen sein, regelmäßig nur gegen Ende des Spieles und besonders bei ungünstigem Spielstand eingesetzt zu werden. Sie sollen ihre körperliche Frische sofort in den aktuellen Spielverlauf einbringen können. Sind diese Spieler nach ihrer Einwechslung häufig erfolgreich, werden sie als Joker bezeichnet.

## Im übertragenen Sinn
Da geschlossene aktive Gruppen auch außerhalb des Sports als „Mannschaft“ bezeichnet werden, zum Beispiel die Bundesregierung als „Regierungsmannschaft“, haben alle mit der Auswechslung zusammenhängenden Begriffe Eingang in den übertragenden Sprachgebrauch gefunden. So spricht man von Ministern oder Managern, die „reif für die Auswechslung“ seien, oder von einer schwachen „Ersatzbank“ von Parteien und Firmen, die sich schwertun, Führungspersönlichkeiten adäquat zu ersetzen.